# Змрзлики из Свойшина
Змрзлики из Свойшина (чеш. Zmrzlíkové ze Svojšína) — чешский средневековый дворянский род.

## История
Род происходит из деревни Свойшин около города Стршибро в Пльзеньском крае. Первые представители рода Цтибор с двумя сыновьями Ольдржихом и Бенедом упоминаются в XII веке. В XIII веке членами семьи была заложена крепость Тршебель в Таховском районе. Тем самым была основана Тршебельская ветвь рода.
Член рода Петр Змрзлик Старший в 1406—1409 годах работал минцмейстером при королевском монетном дворе. Им было приобретено множество крупных поместий и замков, таких как Кашперк, Орлик, Жлеби, Касеёвице, Бржезнице и другие. Петр Змрзлик Старший поддерживал гуситское движение, финансировал перевод Библии на чешский язык.
Петр Змрзлик Старший умер в 1421 году. Трое его сыновей, Петр Младший, Ян и Вацлав, разделившие наследство отца, перешли на сторону гуситов. Они участвовали как в локальных войнах, так и в зарубежных битвах.
Род вымер по мужской линии в 1568 году.